# فرانكو مولاكال
فرانكو مولاكال هو رجل دين هندي من الكنيسة الكاثوليكية اللاتينية. عمل أسقفًا لأبرشية جالاندهار الكاثوليكية الرومانية من عام 2013  حتى اعتقاله في عام 2018 بتهمة اغتصاب راهبة. وهو أول أسقف في الكنيسة الكاثوليكية الهندية يتم القبض عليه بتهمة الاغتصاب. في يناير/كانون الثاني 2022، أعلنت محكمة مقاطعة كيرالا براءته دون أن يغير الشهود أقوالهم. واستمعت المحكمة إلى أقوال 39 شاهداً في القضية، وتمت تبرئته من جميع التهم. لكن الراهبات ما زلن يقاتلن من أجل قضيتهن. أُجبر على الاستقالة من منصبه كأسقف في جالاندهار من قبل الفاتيكان، وفي يونيو 2023 قبل البابا استقالته.

## سيرته
وُلد فرانكو مولاكال في ماتام، تريسور، ولاية كيرالا ، الهند، في 25 مارس 1964. نال الرسامة الكهنوتية في 21 أبريل 1990 في كنيسة القديس توماس فوران السريانية الملبارية الكاثوليكية، ماتام، تريشور، كيرالا. انتقل فرانكو من الكنيسة السريانية الملبارية إلى الكنيسة اللاتينية نتيجة لعمله التبشيري في شمال الهند. في 17 يناير 2009، تم تعيينه أسقفًا مساعدًا لأبرشية دلهي الكاثوليكية اللاتينية وأسقفًا فخريًالتشولو، وتمت سيامته أسقفًا في 21 فبراير 2009.
في 13 يونيو 2013، عيّنه البابا فرانسيس أسقفًا لأبرشية جالاندهار الكاثوليكية اللاتينية، حيث تم تنصيبه رسميًا في 4 أغسطس 2013. بالإضافة إلى ذلك، يشغل فرانكو مولاكال منصب أمين مؤتمر الأساقفة الإقليمي في شمال الهند ومستشار المجلس البابوي للحوا.

## ادعاء الاعتداء الجنسي والبراءة
في يونيو 2018، اتهمت راهبة الأسقف بالاغتصاب، وتم تقديم شكوى إلى شرطة ولاية كيرالا بموجب المادة 164 من قانون الإجراءات الجنائية، الهند. زعمت الراهبة أن مولاكال اغتصبها ثلاث عشرة مرة بين عامي 2014 و2016 أثناء زياراته لدار بعثة القديس فرانسيس في كورافيلانغاد. وقال مولاكال إن قصة الاغتصاب ملفقة انتقامًا لاتخاذ إجراءات ضد الراهبة فيما يتعلق بشكوى رفعتها امرأة في عام 2016 زعمت فيها أن الراهبة كانت على علاقة غير مشروعة مع زوجها، وتمت إزالة الراهبة من منصبها كرئيسة للدير بعد تحقيق.  وقالت الشرطة إن الأسقف هو الذي تقدم أولا بشكوى ضد الراهبة، وأن الراهبة تقدمت بشكواها بعد يوم واحد. وقال مولاكال في شكواه إن راهبة ابتزته بعد أن اتخذ إجراءات تأديبية ضدها، بما في ذلك نقلها، وإن أفراد أسرتها هددوه بالتورط في قضية اغتصاب. تم تقديم بلاغ في كلتا الحالتين. في 20 سبتمبر 2018، وافق البابا فرانسيس على طلب مولاكال للحصول على إجازة. في 21 سبتمبر 2018، ألقت شرطة ولاية كيرالا القبض عليه. مدد قاضي قضائي في ولاية كيرالا الحبس القضائي له لمدة 14 يومًا حتى 20 أكتوبر 2018. رفضت المحكمة العليا في ولاية كيرالا الطلب الأول الذي تقدم به الأسقف للإفراج عنه بكفالة، مستشهدة بأدلة أولية في القضية. تم الإفراج عنه بكفالة في 15 أكتوبر 2018.  في أبريل 2019، وجهت إليه شرطة ولاية كيرالا اتهامات رسمية. وبدأت المحاكمة في نوفمبر/تشرين الثاني 2019.
في 14 يناير 2022، برأته محكمة الجلسات الإضافية من جميع التهم. وقد ذكر القاضي أن أساس تبرئة الراهبة هو أن أدلة الراهبة تحتوي على "مبالغات وتزيينات" وأنه "عندما لا يكون من الممكن فصل الحقيقة عن الباطل، وعندما يختلط الحبوب والقشور بشكل لا يمكن فك تشابكه، فإن المسار الوحيد المتاح هو التخلص من الأدلة بالكامل". كما لاحظت المحكمة أنه لم يكن هناك اتساق في بيان المشتكية وأشارت إلى أن روايتها الأصلية للطبيب متناقضة مع القضية. وقد أثار الحكم اعتراضات واسعة النطاق، بما في ذلك رسائل نشرت على وسائل التواصل الاجتماعي لدعم المشتكية وخمس راهبات أخريات دعمنها. في هذه الأثناء، تسعى الراهبة والادعاء إلى تقديم استئناف أمام المحكمة العليا ضد الحكم. 